# Mongoloraphidia talassicola
Mongoloraphidia talassicola är en halssländeart som beskrevs av H. Aspöck et al. 1996. Mongoloraphidia talassicola ingår i släktet Mongoloraphidia och familjen ormhalssländor. Inga underarter finns listade i Catalogue of Life.